# S-Nitroso-N-acétylpénicillamine
La S-nitroso-N-acétylpénicillamine (SNAP) est un dérivé S-nitrosothiol et N-acétyl de la pénicillamine, un acide aminé. Les S-nitrosothiols en général font l'objet de recherches en pharmacologie, dans la mesure où le monoxyde d'azote et divers dérivés nitroso qu'ils sont susceptibles de libérer interviennent en signalisation cellulaire dans les systèmes biologiques, notamment dans le cadre de la vasodilatation.